# Asboth Emil
Nemeskéri és nemescsói Asboth Emil, más írásmóddal Ásbóth, vagy Asbóth (Újarad, 1854. május 23. – Budapest, 1935. április 8.) gépészmérnök, műegyetemi tanár, miniszteri tanácsos, a Ganz és Társa-Danubius RT alelnöke és vezérigazgatója.

## Élete
Újaradon született 1854 május 23-án. Apja, Asbóth János egy angol eredetű evangélikus köznemesi családból származott, míg anyja, Glatz Mathild szintén evangélikus vallású cipszer családból jött. Nagyapja Asbóth János,  a keszthelyi Georgicon igazgatója, nagybátyja Asbóth Sándor és Asbóth Lajos. Zürichben végezte tanulmányait, majd Augsburgban kezdte el gyakorlati mérnöki tevékenységét. 1878-tól a rigai, 1880-tól a zürichi műegyetemen lett konstruktőr. 1882-ben a budapesti műegyetemen a gépszerkezettan tanszék helyettes, majd 1883-tól nyugalmazott rendes tanára lett. 1899-ben lemondott katedrájáról, és a Ganz-gyár igazgatója, később pedig vezérigazgatója lett. Több ipari egyesületnek, az Országos Ipartanácsnak, a Mérnök Tanácsnak tagja. 1908-ban a Ferenc József-rend kitüntetésben részesült. Később, 1914-ben a Szent István csatahajó vízrebocsátásakor  megkapta a Ferenc József-rend középkeresztjét is.
Felesége, Sznaczky Vincencia lengyel származású, öt fia és négy lánya született. Margit lánya Friedrich István, későbbi miniszterelnök felesége lett. Budapesten érte a halál 1935. április 8-án, nyughelye a máriabesnyői temetőben található.